# Harriet Chalmers Adams
Harriet Chalmers Adams (Stockton, 22 oktober 1875 - Nice (Frankrijk), 17 juli 1937) was een Amerikaanse ontdekkingsreiziger, schrijver en fotograaf. Ze reisde uitgebreid door Zuid-Amerika, Azië en Oceanië in het begin van de twintigste eeuw en publiceerde verslagen van haar reizen in het tijdschrift National Geographic. Ze gaf regelmatig lezingen over haar reizen en illustreerde haar presentaties met kleurrijke foto's en films.

## Leven en reizen
Harriet Chalmers Adams was geboren in Stockton als dochter van Alexander Chalmers en Frances Wilkens. Haar vader was naar Stockton gekomen als goudzoeker, maar werd later de eigenaar van een textielhandel. Adams werd geïnteresseerd in reizen door haar vader, die een avontuurlijke buitenman was. Haar eerste lange tocht maakte Adams met haar vader op 8-jarige leeftijd. Ze reisden door Californië naar de Yosemitewatervallen en vervolgens door naar de Canadese Rocky mountains.
Op 5 oktober 1899 trouwde ze met Franklin Adams.
In 1904 vertrok Adams op haar eerste grote expeditie, een driejarige reis door Zuid-Amerika met haar echtgenoot. Tijdens deze reis bezochten ze elk land en doorkruisten de Andes te paard. Na deze expeditie ging Adams op zoek naar een manier om alle verslagen en foto's die ze tijdens de reis gemaakt had te verkopen, zodat ze hiermee volgende reizen konden financieren.
Ze benaderde de National Geographic Society die enthousiast waren na de lezing die ze gaf. Uiteindelijk zou ze 21 artikelen schrijven voor de National Geographic Society, waarbij haar foto's werden benadrukt, onder andere in Some Wonderful Sights in the Andean Highlands (september 1908), Kaleidoscopic La Paz: City of the Clouds (februari 1909) en River-Encircled Paraguay (april 1933). Ze schreef over Trinidad, Suriname, Bolivia, Peru en de spoorlijn over de Andes tussen Buenos Aires en Valparaíso.
Aan het begin van de jaren twintig reisde Adams een jaar door Frans-Marokko en Spaans-Marokko, samen met haar jongere zus Anne.
In 1925 hielp Adams bij de oprichting van de Society of Woman Geographers.
Tijdens een latere expeditie herleidde ze het pad van Christoffel Columbus' vroege ontdekkingen in Amerika, en reisde door Haïti te paard.

### Oorlogsverslaggever
Adams was tijdens de Eerste Wereldoorlog correspondent voor Harper's Magazine in Europa. Ze was de enige vrouwelijke journalist die toestemming kreeg de soldaten in de loopgraven te bezoeken. Na haar terugkomst trok ze door Amerika om geld in te zamelen voor het Amerikaanse Fonds voor Franse Gewonden, waarbij ze soms wel zes stadjes per dag bezocht.
Ze overleed in Nice op 17 juli 1937, op 61-jarige leeftijd onverwacht aan een nierziekte. Ze is begraven bij de Chapel of the Chimes in Oakland (Californië).
In The New York Times schreef ze:
Ik heb me altijd afgevraagd waarom mannen zich het gebied van ontdekkingsreizen hebben toegeëigend. Waarom zijn vrouwen nooit naar de Noordpool gereisd, hebben zij nooit een poging gedaan de ene of de andere pool te bereiken, of Afrika, Tibet, of een andere onbekende wildernis te doordringen? Ik heb mijn geslacht nooit als een hindernis ervaren; nooit een probleem ervaren dat een vrouw niet net zo goed als een man kan overwinnen; nooit angst gevoeld voor gevaren; nooit een gebrek aan moed gehad om mezelf te beschermen. Ik heb in penibele situaties gezeten en heb aangrijpende dingen gezien.

## Meer informatie
- J. Duncan, Ahead of Their Time: a Biographical Dictionary of Risk-Taking Women, Portsmouth, 2010. ISBN 978-12-809-0869-9
- D. Anema, Harriet Chalmers Adams: Adventurer and Explorer, Aurora, Colorado, 2004. ISBN 978-08-810-0131-0
- Female Explorers - Een verslag van Adams' Zuid-Amerika expeditie
- Diverse foto's van Rio Branco, genomen door Harriet Chalmers Adams.
- "The Grand Canyon Bridge", door Harriet Chalmers Adams, origineel uit National Geographic Magazine van juni 1921
- National Geographic Society– Three Photographs by Harriet Chalmers Adams